# Scenografia
La scenografia è un'arte che consiste nell'ideazione di elementi visivi e sonori in uno spettacolo cinematografico, televisivo, radiofonico o teatrale a differenza della scenotecnica che si occupa sostanzialmente della tecnica della scenografia in quanto realizzazione della scena.
Tuttavia, la scenografia e la scenotecnica, sebbene teoricamente rappresentino due ambiti separati, spesso convergono, come discipline, in una stessa figura professionale, lo scenografo, che non soltanto prepara i disegni, o bozzetti, ma realizza materialmente anche le scene nel momento in cui interviene sul progetto e le specifiche tecniche, in collaborazione lo scenotecnico.

## Ambiti di attività
In senso concreto una scenografia è composta da tutte le costruzioni che definiscono la scena, ovvero la porzione di spazio che deve essere inquadrata da una macchina da presa cinematografica o televisiva, o che costituisce lo sfondo di una rappresentazione teatrale.
Questa terminologia può variare a seconda del contesto: set per quanto riguarda il cinema e la televisione, messa in scena o scenario per il teatro.
La scenografia non è sempre un ambiente artificiale, ma può essere costituita anche da un ambiente naturale. In quest'ultimo caso, la scenografia potrebbe essere un paesaggio, oppure un ambiente che normalmente non è adibito ad essere ripreso (come ad esempio l'interno di una casa). Se l'ambiente è artificiale, ovvero la scenografia è ricostruita, servirà l'intervento di tecnici, come lo scenografo, il decoratore, l'arredatore e altri.

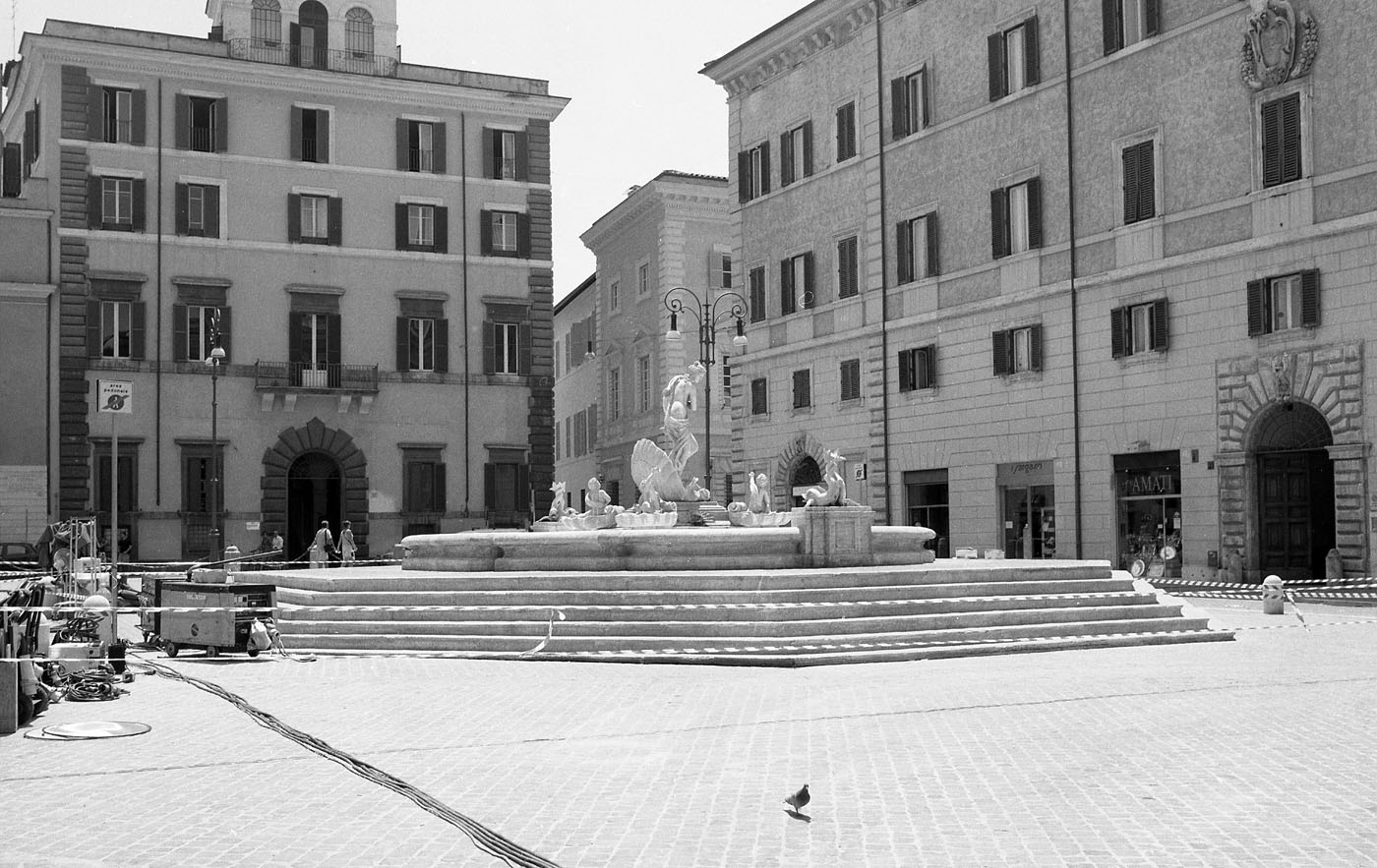
Fontana finta scenografia per set esterno cinematografico, Piazza della Fontanella Borghese Roma 2007

Inizialmente, a Hollywood, si era soliti utilizzare esclusivamente scenografie artificiali, poi, con il passare del tempo, si iniziarono a sfruttare scenografie naturali per dare un tocco di realismo alle rappresentazioni: si vedano in particolare le tecniche neorealiste.
Dall'inizio degli anni novanta, grazie al sostanziale apporto della grafica computerizzata è nata una nuova tecnica scenografica virtuale chiamata Matte painting utilizzata prevalentemente in ambito televisivo e cinematografico.
Nel teatro la scenografia viene più correttamente definita come messa in scena, mentre lo "spazio scenico" propriamente detto è il luogo in cui si svolge l'azione. Tradizionalmente, esso coincide con lo spazio del palcoscenico, che può essere "arredato", per aiutare spettatori e attori nell'immersione dell'opera in atto. In questo caso la scenografia può essere bidimensionale (se è costituita soltanto da dipinti su tela, disegni o fotografie) oppure plastica (se è tridimensionale, cioè se vi sono anche oggetti materiali).

## Figure professionali
Figure collaterali che collaborano con lo scenografo sono:
- arredatore
- aiuto scenografo
- assistente scenografo
- direttore allestimenti
- direttore alle luci
- caposcenotecnico
- scenotecnico
- attrezzista
- trovarobe

## Scenografia e diritto d'autore italiano
L'attività dello scenografo è protetta dalla legge italiana sul diritto d'autore (L. 633/1941), in particolare all'articolo 86 si parla di diritto connesso, nel caso in cui il bozzetto teatrale non costituisca opera già coperta dal diritto d'autore.
L'attività dello scenografo può infatti limitarsi ad una semplice riproduzione di ambienti scenici sul palco, ed in questo caso non si tratta di opera creativa ed originale, poiché non comporta nulla di personale o di creativo. Secondo il comma 1 dell'articolo 86, lo scenografo avrà diritto al compenso nel caso in cui il bozzetto della scena venisse utilizzato ulteriormente in altri teatri, oltre a quello per il quale è stato composto.Il lavoro dello scenografo sarà quindi tutelato solo in caso di utilizzazioni ulteriori rispetto a quella normale, che avviene presumibilmente nel teatro per il quale ha svolto il lavoro (poiché è probabile che sia già stato retribuito).
Nel caso in cui il bozzetto sia invece considerato un'opera dell'ingegno, avente quindi caratteri di originalità, secondo quanto previsto dalle disposizioni del titolo I della legge sul diritto d'autore, gli sarà riconosciuta la titolarità del diritto morale e patrimoniale previsto dalla legge.
Il diritto sui bozzetti è un diritto connesso al diritto d'autore, e ha una durata di 5 anni a partire dalla prima rappresentazione nella quale il bozzetto è stato adoperato.